# Matinera de Palawan
La matinera de Palawan (Malacopteron palawanense) és un ocell de la família dels pel·lorneids (Pellorneidae).

## Hàbitat i distribució
Habita clasrs dels boscos, vegetació secundària i boscos oberts a les illes Palawan i Balabac, a les Filipines sud-occidentals